# Maianthemum bicolor
Maianthemum bicolor là một loài thực vật có hoa trong họ Măng tây. Loài này được (Nakai) Cubey mô tả khoa học đầu tiên năm 2005.